# Pterocalla proxima
Pterocalla proxima är en tvåvingeart som beskrevs av Friedrich Georg Hendel 1914. Pterocalla proxima ingår i släktet Pterocalla och familjen fläckflugor.
Artens utbredningsområde är Peru. Inga underarter finns listade i Catalogue of Life.